# Cò quăm ôliu
Cò quăm ôliu, tên khoa học Bostrychia olivacea, là một loài chim trong họ Threskiornithidae.